# Pseudoamallothrix profunda
Pseudoamallothrix profunda är en kräftdjursart som först beskrevs av Brodsky 1950.  Pseudoamallothrix profunda ingår i släktet Pseudoamallothrix och familjen Scolecitrichidae. Inga underarter finns listade i Catalogue of Life.